# Maude Ballou
Maude Lerita Williams Ballou (Fairhope, 13 de setembro de 1925 – Ridgeland, 26 de agosto de 2019) foi uma ativista dos direitos civis americana. Ela e o marido eram amigos pessoais de Martin Luther King Jr. e ela trabalhou como secretária de King entre 1955 e 1960.

## Início da vida
Maude Ballou nasceu em Fairhope, Alabama, em 13 de setembro de 1925. Sua mãe era Mary Parker Williams e seu pai, um ministro batista, era o reverendo Hillary Parker Williams. Ela cresceu em Mobile, Alabama, e frequentou a Southern University em Baton Rouge, Louisiana, graduando-se em administração em 1947.
Maude casou-se com um amigo do treinador musical, irmão de David Luther King Jr., Leonard Ballou, e mudou-se para Montgomery, Alabama, em 1952. Lá, Maude trabalhou como diretora de programa na primeira estação de rádio negra em Montgomery e Leonard ensinou música na Universidade Estadual do Alabama. Ela e seu marido freqüentemente visitavam e hospedavam os Reis.
Ballou e seu marido tiveram quatro filhos.

## Ativismo pelos direitos civis
A partir de 1955, Ballou trabalhou como secretária pessoal de Martin Luther King Jr.. “Reservei voos, pesquisei, escrevi. Eu fiz tudo”, disse Ballou sobre seu trabalho para King. Seu trabalho incluiu editar as primeiras versões do discurso icônico de King, "Eu tenho um sonho", que King fez em igrejas ao redor do sul.
Em 1957, Ballou era a vigésima primeira em uma lista de "pessoas e igrejas mais vulneráveis a ataques violentos" compilada pela Montgomery Improvement Association. Ela foi ameaçada várias vezes. Em uma entrevista ao The Washington Post, ela relatou um encontro em que um homem disse que "o Conselho de Cidadãos Brancos o enviou para me dizer para parar de trabalhar pelos direitos civis ou eles pegariam meus filhos. E foi isso que me pegou, quando você pensa sobre seus bebês. Isso realmente me abalou. Mas isso não me impediu."
Ela continuou trabalhando com King depois que ele se mudou para Atlanta em 1960, e morou com os Kings por algum tempo. Enquanto isso, seu marido e sua família se mudaram para Petersburg, Virginia, onde Leonard trabalhou no Virginia State College. Ela voltou a se juntar a eles lá no verão de 1960.
David Garrow, um historiador da era dos Direitos Civis, observou o papel central de Ballou no trabalho de King: "Você olha os papéis do período de Montgomery, e até 85 por cento das assinaturas estão nas mãos de Maude. Não há dúvida de que ela está comandando a vida dele, que ela é a pessoa número um com quem ele confia para fazer o trabalho.”

## Vida posterior
Ballou mais tarde mudou-se para a Carolina do Norte, onde trabalhou por várias décadas como professora de ensino fundamental e médio e administradora de faculdade.